# Adolf Jandorf

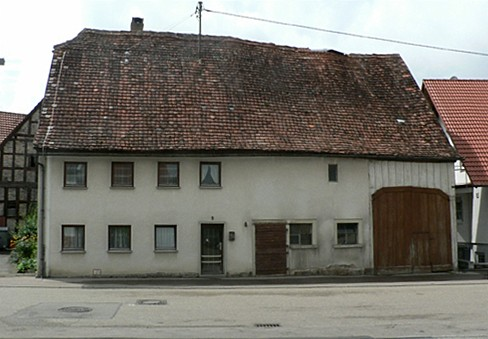
Maison natale d'Adolf Jandorf.

Adolf Jandorf (Hengstfeld, 7 février 1870 - Berlin, 12 janvier 1932), de son vrai nom Abraham Adolf Jandorf, est un homme d'affaires allemand, propriétaire de la chaîne de grands magasins Jandorf & Co. Bien qu'issu d'une famille modeste, il a rapidement progressé grâce à sa bonne maîtrise des techniques modernes de vente, et a fondé de nombreux magasins dont le Kaufhaus des Westens (KaDeWe) de Berlin, qui est encore le plus grand centre commercial d'Allemagne.